# Forgács Róbert
Forgács Róbert (Budapest, 1958. február 20.) tanár, drámapedagógus, nyelvmester, világutazó.

## Élete

### Tanulmányok
- Eötvös József Gimnázium

- Kereskedelmi és Vendéglátóipari Főiskola

- ELTE Bölcsészettudományi Kar magyar–történelem szak

### Munkahelyek
- Magyar Televízió: koordinátor (1980–1987)

- Keleti Károly Dolgozók Közgazdasági Szakközépiskolája (1987–1992)

- Szabó Ervin Gimnázium (1992–2001)

- Eötvös József Gimnázium (2001–)

### Magánélet
- Két lánya van: Barbara Julianna, Diána Léna.

## Könyvei
- Anya-nyelv-csavar[1][2], 2008 (Tinta Könyvkiadó)

- Anya-nyelv-ész,[3] 2012 (Tinta Könyvkiadó)

- Na de kérem, Tanár úr!,[4] 2016 (Delta Vision)

- Útiforgácsok; Egy nagy utazó kis feljegyzései[5] 2018 (Delta Vision)

- Szín-játszó-tér,[6] 2020 (Tinta Könyvkiadó)
- Tippek és trükkök /Raátz Judittal közös munka/ Felvételi feladatgyűjtemény 8. osztályosoknak (Móra Könyvkiadó)
- Humorforgácsok; Kétperces novellák  2025 (Delta Vision)

## Publikációk
- A magyar nyelv ügye a nyelvújítás korától az 1844-es nyelvtörvényig (Magyar Nyelvőr,[7] 1993)

- Mobilmánia (Édes Anyanyelvünk,[8] 2003. február)

- Életem regénye[9] (Petőfi Irodalmi Múzeum kiadványa Móricz Zsigmond születésének 125. Évfordulójára, 2005)

- Szövegértési feladatok[10] (Kertész Ritával) 2014 (Tinta Könyvkiadó)
- rejtvényrovat szerkesztése: Édes Anyanyelvünk, 2022. január[11] / február[12]

## Műsorvezetés
- Duna Televízió: Nyelvőrző (1997–2011)

## Színpadi szerepek
- Fejes Endre – Presser Gábor Jó estét nyár, jó estét szerelem (Személyzetis)

- John Whiting: Miért? (Gregory)

- Shakespeare: Szentivánéji álom (Égeus)

- Gazdag Gyula – Földessy Margit: Túsztörténet (Főorvos)

- Presser–Adamis–Déry: Képzelt riport egy amerikai popfesztiválról (Nyomozó)

- Presser Gábor – Sztevanovity Dusán – Horváth Péter: A padlás (Nyomozó)

## Filmszerepek
- Koltai Róbert: Ámbár tanár úr 1998. (tanár)

- Vizi Mária: Jelentem versben mesémet (tv-film) 2004. (pap-tanár)

- Vizi Mária: Budapest, nőváros 2007. (fotós)

## Kitüntetések
- 2000 – Kazinczy-díj

- 2015[13] – Arany Penna-díj (Tinta Könyvkiadó)
- 2022- Eötvös-gyűrű

## Kérdésszerkesztés vetélkedőkhöz
- Képjáték

- Pesti Broadway

- Mindent vagy semmit

- EU-s vetélkedő

- Pókerarc

- Legyen Ön is milliomos

- Hoztam egy milliót

- A következő

- Maradj talpon!

- Honfoglaló

## Egyéb
- Munkatárs Földessy Margit Drámastúdiójában (1996–)

- Beszélgetések az Eötvös József Gimnáziumban kortárs írókkal: Költőnk és kora címen 2004–2014 között

- Tagja a Magyartanárok Egyesületének

- Vezető tanár, mentortanár, érettségi elnök közép és emelt szinten

- 2022, Szentendrei Íróklub: beszélgetések kortárs írókkal